# Voedselveiligheid
Voedselveiligheid is een term die wordt gebruikt om aan te geven in welke mate ons voedsel (on)veilig is voor de menselijke gezondheid. 
Onder voedselveiligheid vallen het vóórkomen en het voorkómen van :
- voedselvergiftigingen
- voedselintoleranties
- bederf
- voedselallergieën
- genetisch gemodificeerde organismen
- toegevoegde bestanddelen
- voedselfraude

en andere mogelijke risico's die aan voedsel kunnen zitten. 
Belangrijke onderdelen van het vakgebied zijn dan ook risicoanalyse, risicocommunicatie en risicobeheer vanuit de verschillende disciplines, zoals de levensmiddelentechnologie, kwaliteitskunde, toxicologie, epidemiologie en (voedsel)wetgeving.
Voorbeelden van een voedselveiligheidscrisis zijn de diverse uitbraken van salmonella in voedsel, of de Belgische dioxinecrisis van 1999. 

## Toezichthouders
Vanwege het belang voor de volksgezondheid, zijn al geruime tijd nationaal en  internationaal diverse instellingen als toezichthouder betrokken bij de voedselveiligheid. 

### Nederland
Voorbeelden van instellingen met veel kennis op het gebied van voedselveiligheid zijn :
- Voedingscentrum
- RIKILT
- Wageningen Universiteit
- Nederlandse Voedsel- en Warenautoriteit

### België
Het Federaal Agentschap voor de Veiligheid van de Voedselketen (FAVV) is een parastatale instelling van de federale overheid, onder toezicht van de federale minister van Landbouw. Het Agentschap is opgericht na de dioxinecrisis van 1999.

### Europese Unie
Op het niveau van de Europese Unie werd in 2002 de Europese Autoriteit voor voedselveiligheid (Engelse naam: European Food Safety Authority, EFSA) opgericht. Deze instelling levert vooral wetenschappelijke adviezen aan de Europese Commissie en het Europees Parlement. In 2016 moest de EFSA zich verdedigen tegen kritiek omdat het een gunstig advies had gegeven over de verlenging van de toelatingsvergunning voor glyfosaat in de Europese Unie, tegen het advies in van het Internationaal Agentschap voor Kankeronderzoek.  

### Internationaal
Een wereldwijde standaard voor reglementering inzake voedselveiligheid is de Codex Alimentarius van de Voedsel- en Landbouworganisatie (FAO) en de Wereldgezondheidsorganisatie (WHO) van de Verenigde Naties. Hiernaar wordt ook verwezen door de Wereldhandelsorganisatie (WTO).

### Nederland
- Rijksinstituut voor Volksgezondheid en Milieu
- Voedingscentrum
- Nederlandse Voedsel- en Warenautoriteit
- Rikilt[dode link], rijksinstituut voor de voedselveiligheid
- Masteropleiding Voedselveiligheid[dode link]

### België
- Federaal Agentschap voor de veiligheid van de voedselketen

### Internationaal
- European Food Safety Authority (EU)
- Wereldvoedselorganisatie
- Wereldgezondheidsorganisatie